# Jesus Jones
Jesus Jones est un groupe de rock alternatif britannique de Bradford-on-Avon, dans le comté du Wiltshire, en Angleterre. Il est formé à la fin de 1988, actif de la fin des années 1980 au début des années 2000. Leur style intègre des éléments de musiques électroniques tels que la house music et de la techno.
Leur chanson Right Here, Right Now rencontre le succès dans plusieurs pays. Il est par la suite utilisé pour des jingles ou des publicités, notamment aux États-Unis et en Nouvelle-Zélande. Les titres Real Real Real, International Bright Young Thing et Info Freako se classent également dans les charts.

## Biographie

### Formation etLiquidizer(1986–1989)
Incorporant des éléments de musique électronique comme le house et la techno à du rock indépendant, comme le font leurs pairs britanniques comme The Shamen, Pop Will Eat Itself et EMF, Jesus Jones est l'un des pourvoyeurs de la scène dance alternative des années 1990. À la fin 1988, pendant un séjour en Espagne, Mike Edwards, Iain Baker, et Jerry DeBorg décident de quitter le groupe et de former le leur. 
Ils publient leur premier album, Liquidizer, qui comprend en particulier le single Info Freako, qui comprend des morceaux de guitare rock accompagnés de sample et d'une sensibilité hip-hop, relativement nouveau à cette période.

### DoubtetPerverse(1990–1995)
Au printemps 1990, Jesus Jones enregistre un deuxième album, Doubt, mais son label est forcé de repousser la date de sortie à 1991. L'album se vend bien en particulier grâce au single Right Here, Right Now. La chanson parle de la fin de la Guerre froide, et atteint la 2e place des classements américains, et la 31e au Royaume-Uni,. En juin 1990, Jesus Jones participe au Glastonbury Festival.
Les autres singles issus de Doubt incluent Real, Real, Real et International Bright Young Thing, qui deviennent leur plus gros hits, atteignant la 19e place et la 7e place, respectivement, de l'UK Singles Chart. En 1991, Jesus Jones devient le seul groupe britannique à remporter le prix de meilleur nouveau groupe aux MTV Awards. En avril 1991, le magazine britannique NME rapporte que leur tournée américaine était vendu à guichet fermé avant même l'arrivée de Jesus Jones dans le pays.
La suite de Doubt s'intitule Perverse (1993) qui, malgré ses bonnes ventes, n'atteint pas les classements de Doubt. Perverse est l'un des premiers albums rock entièrement enregistré numériquement.

### AlreadyetLondon(1996–2003)
Après la sortie de Perverse, Jesus Jones prend une longue pause et ne retourne pas en studio avant décembre 1996. Après l'enregistrement d'un quatrième album, le batteur Gen quitte le groupe avant sa publication. Ils publient leur quatrième album, intitulé Already, en 1997 après lequel ils se séparent d'EMI Group.

### Dernières activités (depuis 2004)
Le single Right Here, Right Now revient en 2006 comme jingle pour une publicité de Kmart, une campagne publicitaire pour CBS News, et pour la chaine télévisée TechTV. Ford Motors utilisera aussi Right Here, Right Now pour une publicité. Une rep^rise de la chanson est faite par le groupe néo-zélandais The Feelers pour la coupe mondiale de rugby en 2011. En 2011, le groupe sort The Collection and Other Rarities qui comprend plusieurs faces-B, démos et autres chansons inédites. En novembre 2014, EMI réédite quatre albums du groupe en coffret CD+DVD.
Le groupe annonce un nouvel album en 2017, intitulé Passages.

## Membres

### Membres actuels
- Mike Edwards  – chant, guitares, claviers (depuis 1988)
- Jerry De Borg  – guitare (depuis 1988)
- Al Doughty  – basse (depuis 1988)
- Iain Baker  – claviers, programmation (depuis 1988)
- Gen  – batterie, percussions (1988-1997, depuis 2014)

### Ancien membre
- Tony Arthy – batterie (1999–2013)

## Discographie

### Albums studio
- 1989 : Liquidizer
- 1991 : Doubt
- 1993 : Perverse
- 1997 : Already'
- 2001 : London
- 2017 : Passages

### Compilations
- 1993 : Scratched (Japon)
- 1999 : Greatest Hits
- 2002 : Never Enough: The Best of Jesus Jones
- 2011 : The Collection and Other Rarities
- 2022 : Some of the Answers (Coffret 15CD)

### EP
- 2004 : Culture Vulture
- 2016 : How's This Even Going Down?